# خرگوش کوهی خال‌زرد
خرگوش کوهی خال‌زرد (نام علمی: Heterohyrax brucei) نام یک گونه از راسته خرگوش کوهی است.